# Corona di Scozia

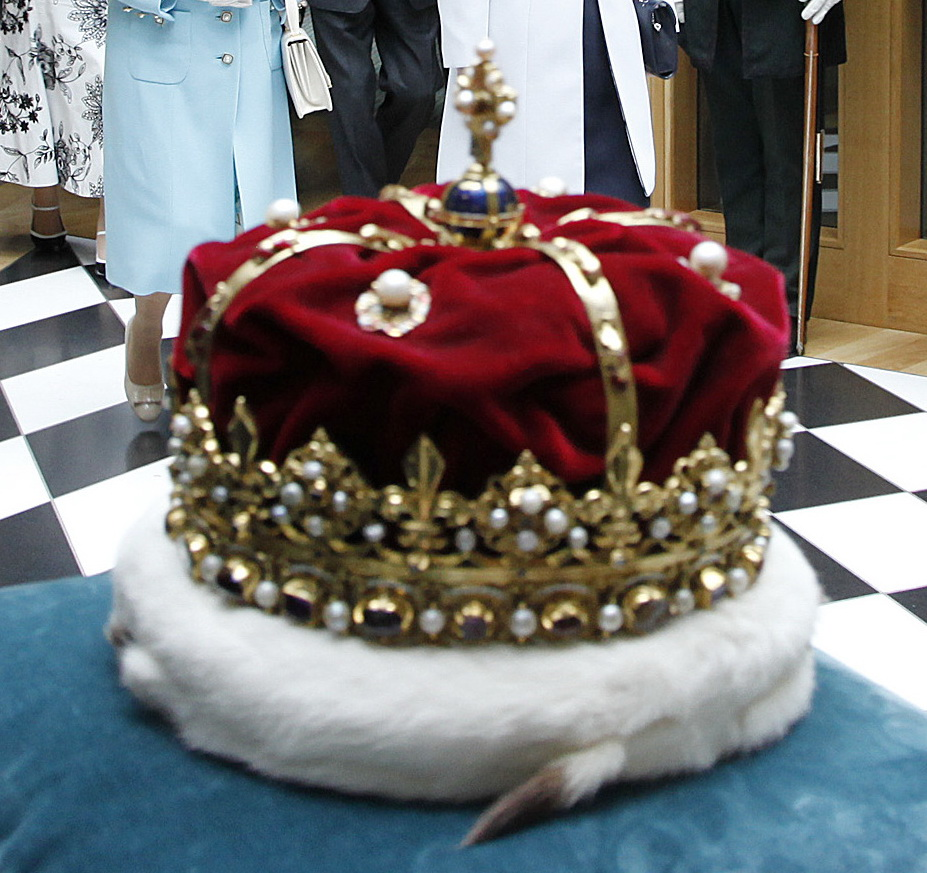
Corona di Scozia.

La corona di Scozia è un rifacimento commissionato nel 1540 da Giacomo V di Scozia. Fa parte delle insegne di Scozia, le più antiche insegne del Regno Unito.

## Aspetto
La corona venne realizzata dall'orafo John Mosman di Edimburgo, che la creò sulla base della vecchia corona che Giacomo V decise di sostituire. Il cerchio alla base è fatto di oro scozzese, con incastonate 22 gemme e 20 pietre preziose prese dalla corona precedente e perle d'acqua dolce dei fiumi scozzesi. La corona pesa 1.644 grammi.
I quattro archi dorati della corona sono ornati con oro e foglie di quercia smaltata rossa, apparentemente di fattura francese. Nel punto in cui i quattro archi vengono a contatto poggia un globo crucigero d'oro, smaltato in azzurro ed ornato con stelle placcate. Tutto è sormontato da una grande croce decorata in oro e in smalto nero, con un'ametista rettangolare al centro. La parte superiore e i due bracci laterali della croce sono adornati con perle.

## Uso
La corona venne indossata per la prima da Giacomo V per l'incoronazione della sua seconda moglie, Maria di Guisa, avvenuta nell'abbazia di Holyrood, ad Edimburgo, nel 1540. Successivamente è stata utilizzata per l'incoronazione di Maria Stuarda nel 1543 e di suo figlio Giacomo VI di Scozia nel 1567.
A seguito dell'unione delle corone del 1603, quando Giacomo VI ereditò anche il trono d'Inghilterra e spostò la famiglia reale da Edimburgo a Londra, le insegne furono portate al Parlamento di Scozia per simboleggiare la presenza e l'approvazione reale della sovranità della Scozia.
La corona venne utilizzata per l'ultima volta per l'incoronazione di Carlo I di Scozia, avvenuta nel 1633, e di Carlo II di Scozia nel 1651.
Durante la guerra civile inglese, Oliver Cromwell ordinò di distruggere tutte le insegne delle monarchie precedenti; riuscì però a distruggere solo i gioielli della corona inglese perché le insegne scozzesi vennero segretamente seppellite per evitare di essere distrutte e furono recuperate solo nel 1660 quando venne ristabilita la monarchia.
A seguito dell'Atto di Unione del 1707, che unificò il regno di Scozia ed il regno d'Inghilterra per formare il regno di Gran Bretagna, le insegne, non potendo più svolgere neanche il loro ruolo simbolico nel nuovo parlamento, vennero conservate nel Castello di Edimburgo. Rimasero del tutto dimenticate nel castello, chiuse in una cassa, fino al 1818, quando un gruppo di persone, fra i quali Walter Scott, le ritrovarono e, l'anno successivo, le esposero nella stanza della corona del castello di Edimburgo.
Il primo a visitare le insegne fu Giorgio IV del Regno Unito nel 1822, che fu il primo monarca a tornare in Scozia dopo il 1651. Il 24 giugno 1953, a seguito della sua incoronazione nell'Abbazia di Westminster, la corona venne portata da Elisabetta II del Regno Unito in una processione dal palazzo di Holyroodhouse alla Cattedrale di San Giles ad Edimburgo, dove le insegne di Scozia sono state presentate alla regina durante il servizio nazionale di ringraziamento.
Più recentemente, la corona è stata usata nelle aperture delle nuove sessioni del Parlamento scozzese, compresa la prima riunione del Parlamento moderno nel 1999, e per l'apertura ufficiale del nuovo edificio del parlamento nel 2004. In tali occasioni la corona è stata portata dal duca di Hamilton, il detentore ereditario della corona di Scozia, preceduto dalla regina nella processione conosciuta con il nome di Riding of Parlament.
In occasione della cerimonia funebre per la regina Elisabetta II, svoltasi il 12 settembre 2022 nella Cattedrale di St Giles ad Edimburgo, la corona di Scozia è stata posta sopra il feretro della sovrana da Alexander Douglas-Hamilton, XVI duca di Hamilton, latore ereditario della corona di Scozia.
Il 5 luglio 2023 la corona è stata presentata a re Carlo III nel corso di una processione ufficiale.